# Xihu
 For alternative betydninger, se Xihu (flertydig). (Se også artikler, som begynder med Xihu)
Xihu (西湖; pinyin: Xīhú, = Vestsøen) i Hangzhou i Zhejiang er en sø som er blandt Folkerepublikken Kinas største turistmagneter og et stort rejsemål for bryllupsrejser. Søen er delt i tre dele adskilt med diger, hvoraf to er er opkaldt efter fremstående digtere som virket som mandariner i Hangzhou.
Sudi (苏堤), opkaldt efter Su Dongpo
Baidi (白堤), opkaldt efter Bai Juyi
Vestsøen har fået efterligninger i mange kinesiske byer. Det skal være i alt 36 af dem i Kina, og desuden er der også nogle i Japan.

## Billedgalleri
Billeder fra Xihu
30°14′40.32″N 120°8′47.34″Ø / 30.2445333°N 120.1464833°Ø